# August Ahlqvist
Karl August Engelbrekt Ahlqvist, dont le nom de plume est A. Oksanen, né le 7 août 1826 à Kuopio et mort le 20 novembre 1889 à Helsinki, est un poète finlandais, chercheur en langues finno-ougriennes puis professeur de finnois et chancelier de l'université d'Helsinki.

## Biographie
August Ahlqvist nait à Kuopio comme fils hors mariage de l'adjudant Johan Mauritz Nordenstam et de Maria Augusta Ahlqvist.
En 1847, il fonde Suometar avec David Emmanuel Daniel Europaeus et Paavo Tikkanen (fi). Plus tard, il fonde aussi la revue de linguistique Kieletär (fi).
Dans la période 1854–1859, il effectue plusieurs voyages d'études parmi les peuples finno-ougriens, et en 1877 et 1880, dans les zones de peuplement des Khantys et des Mansis.
August Ahlqvist publie plusieurs recherches sur les langues vote, vepse, mordves, Khantys et Mansis. Il publie aussi les résultats de ses recherches en littérature estonienne et sur la enté des langues finnoise et hongroise. Il écrit aussi l'ouvrage Muistelmia matkoilta Venäjällä, qui est le premier livre de voyage en finnois, ainsi que les paroles de la chanson Savolaisen laulu.
Augut Ahlqvist reçoit son Master en 1857 et son Doctorat en 1860.
August Ahlqvist est considéré comme l'un des fondateurs de la finno-ougristique (fi) et il a été le premier titulaire du professorat de langues finno-ougriennes établi par l'Université d'Helsinki en 1893.
Un grand inspirateur d'August Ahlqvist est Johan Ludvig Runeberg, dont il a hérité la sensibilité romantique nationale. Son nom de plume est A. Oksanen, qu'il a commencé à utiliser en écrivant pour le magazine le Saima (fi) dirigé à l'époque par Johan Vilhelm Snellman.

### Critique et persécuteur d'Aleksis Kivi
August Ahlqvist a également été critique littéraire. En tant que réformateur de la langue finnoise, il a beaucoup d'importance parmi les cercles littéraires, comme le montre le cas d'Aleksis Kivi. La première publication majeure d'Aleksis Kivi intitulée Les Sept frères est la cible d'une critique très sévère de la part d'Ahlqvist. Dans son évaluation parue au Journal Officiel, August Ahlqvist assassine complètement le livre, le tenant plus tard comme un livre déshonorant la littérature finlandaise,. Cette critique effraiera la Société de littérature finnoise et le projet d'impression des Sept frères sera gelée pendant trois années.
August Ahlqvist réagit de façon très critique à la description des gens du peuple par Aleksis Kivi, qu'il présentent de façon cynique en opposition à la description pleine de douceur et d'humilité de Johan Ludvig Runeberg qui idéalise le peuple. Veijo Meri décrit comme maladive la relation d'August Ahlqvist à Aleksis Kivi. Ainsi, August Ahlqvist écrira après la mort de Kivi une épigramme où il parlera d'Aleksis Kivi avec des termes comme inepte ou buveur d’alcool fou.
On a estimé par la suite que la critique très sévère a provoqué l'effondrement de la santé mentale d'Aleksis Kivi et a conduit à sa mort prématurée,.

## Ouvrages
- (fi) Satu, 1847
- (sv) Finland och finnarne före landets underkufvande af svenskarne, 1849
- (sv) Bidrag till finska. Finska språkforskningens historia, 1854
- (fi) Viron nykyisemmästä kirjallisuudesta, 1855
- (sv) Wotisk grammatik jemte språkprof och ordförteckning, 1855
- (sv) Anteckningar i Nordtschudiskan, 1859
- (fi) Muistelmia matkoilta Venäjällä vuosina 1845–58 [« Souvenirs de voyage en Russie »], 1859
- (sv) Läran on verben i mordwinska, 1859
- (fi) Säkeniä I-II', 1860, 1868
- (de) Versuch einer mokscha-mordwinischen gramatik nebst texten und wörterverzeichniss, 1861
- (fi) Suomalainen runousoppi kielelliseltä kannalta, 1863
- (de) Auszüge aus einer neuen grammatik der finnischen sprache, 1868
- (fi) Suomalainen murteiskirja, 1869
- (sv) Det vestfinska språkets kulturord, 1871
- (fi) Uusi suomalainen lukemisto suomalais-ruotsalaisen sanakirjan kanssa, 1873
- (fi) Suomen kielen rakennus, 1877
- (fi) Täydellinen Kalevalan sanasto, 1878
- (de) Unter wogulen und ostjaken, 1883
- (fi) Elias Lönnrot, 1884
- (fi) Tutkimuksia Kalevalan tekstissä ja tämän tarkastusta, 1886
- (fi) Kalevalan karjalaisuus, 1887
- (fi) Suomalaisia puhekokeita, 1889
- (de) Wogulischer Wörterverzeichniss, 1891
- (de) Wogulische sprachtexte nebst entwurf einer wogulischen grammatik aus dem nacthklasse des verfassers. Hrsg. Von Yrjö Wichman, 1894
- (fi) Oksasen runoja, 1898
- (fi) Kirjeet, 1982

## Traductions en finnois
- Friedrich Schiller (trad. August Ahlqvist), Laulu kellosta, 1859
- Molière (trad. August Ahlqvist), Väkinäinen naiminen [« Le Mariage forcé »]
- Friedrich Schiller (trad. August Ahlqvist), Kavaluus ja rakkaus [« Cabale et Amour »], 1863